# Metrorex
Acest articol dezvoltă secțiunea Compania de exploatare a articolului principal, Metroul din București.
Metrorex (Societatea Comercială de Transport cu Metroul București „Metrorex” SA) este o companie publică care operează metroul din București. Compania funcționează sub autoritatea Ministerului Transporturilor și beneficiază de subvenții guvernamentale pentru acoperirea costurilor operaționale. Deși acoperă doar 4% din lungimea totală a rețelei de transport public din București, Metrorex transportă aproximativ 20% din totalul călătorilor cu mijloace de transport în comun.
În anul 2021, media lunară a călătorilor transportați de Metrorex a fost de aproximativ 11,9 milioane.:p. 37

## Istoric
Primele tentative au fost în 1910 când s-au discutat construcții de linii de tramvai cu Siemens & Halske, inginerii Elie Radu și Dimitrie Leonida au propus un metrou ca alternativă. În anii 1940 s-au făcut din nou planuri pentru trei linii de metrou, însă războiul a oprit proiectul.
În 1971 s-a decis construirea efectivă a rețelei de trenuri subterane, iar lucrările au început în 1975. Compania Metrorex a fost înființată în 1977 sub denumirea de „Întreprindere de Exploatare a Metroului” (IEMB).
În 1991, IEMB a fost redenumită în Regia de exploatare a metroului „Metrorex”.
În 1999, Metrorex a fost redenumită Societatea Comercială de Transport cu Metroul București „Metrorex” - S.A.
În 2013, câștigul mediu brut lunar per angajat depășea 7.500 lei, incluzând sporurile salariale.
În 2017 a fost pus în funcțiune tronsonul Parc Bazilescu - Străulești (1,9 km) și două stații noi pe magistrala 4.
În 2019, subvențiile pentru exploatare și investiții au însumat aproximativ 617,5 milioane RON, reprezentând peste 50% din cheltuielile totale ale anului, care au fost de 1,25 miliarde RON. Această sumă crește anual proporțional cu creșterea cheltuielilor.
În 2020 a fost inaugurată magistrala 5, cu 10 stații și 7 km cale dublă.
În anul 2021, Metrorex a înregistrat venituri totale de 2,018 miliarde RON, în creștere față de 2020, datorită subvențiilor primite de la statul român. Veniturile din activitatea de bază au crescut ușor, însă au rămas sub nivelul pre-pandemic.
La începutul anului 2023, Metrorex opera 61 de trenuri care deservesc 63 de stații. Din veniturile totale, 54% (872 milioane RON) reprezentau subvenții pentru exploatare, iar alte 3% (53 milioane RON) erau subvenții suplimentare. Cele mai mari cheltuieli ale companiei sunt legate de personal (778 milioane RON) și de mentenanța trenurilor (141,2 milioane RON).
În 2024, directorul general a semnat 370 de decizii de încetare a contractului individual de muncă (pensionare/acordul părților).

## Organizare
Conducerea Metrorex este asigurată de Mariana Miclăuș, director general, Ioana Diaconu, director financiar, iar consiliul de administrație este condus de Gabriel Popa. Numărul maxim bugetat de posturi în 2023 a fost de 5188, iar numărul mediu de angajați a fost de 4951. Compania este structurată pe mai multe direcții principale: Resurse Umane și Strategie, Juridică, Tehnică și Investiții, Exploatare, Infrastructură și Sisteme Informatice, Comercială, Achiziții Publice și Financiară, fiecare având în subordine servicii, birouri și secții dedicate.
În noiembrie 2024, Mihai Barbu, președintele Consiliului de Administrație al Metrorex, a demisionat, invocând dorința de a nu contribui la posibila pierdere a fondurilor din Planul Național de Redresare și Reziliență (PNRR). Decizia sa a fost influențată de o scrisoare a Comisiei Europene, care semnala posibile conflicte de interese în procesul de numire a conducerii Metrorex.
Membrii consiliului de administrare în anul 2025 sunt:
- Traian Preoteasa[18]
- Iosif Szentes[19]
- Gabriel Popa (președintele consiliului de administrație de la data de 14 noiembrie 2024)[19]
- Mariana Petre.[20]

## Sindicatul Liber Metrou
Principala organizație sindicală din cadrul Metrorex este Uniunea Sindicatul Liber Metrou (USLM), care are aproximativ 4200 de membri, aceasta nefiind însă singurul sindicat ce reprezintă angajații companiei. Sindicatul a fost implicat în scandaluri legate în special de închirierea spațiilor comerciale de la metrou, care sunt concesionate către Sindomet SRL, firmă controlată de USLM. Sindicatul urmărește atât obiective legate de salariile angajaților sau condițiile de muncă, cât și de administrarea financiară și tehnică a operatorului. Sindicatele au fost cele care au adus în atenția opiniei publice în ultimii ani și unele probleme tehnice, precum necesitatea tăierii peroanelor după achiziționarea trenurilor CAF.
Principalele greve organizate de sindicat sunt:
- Greva generală din 2005 care a dus la oprirea circulației metroului timp de două zile, declarată legală de Curtea de Apel.[26]
- Greva generală din 2010 care a fost evitată printr-un acord de ultim moment după aprobarea bugetului Metrorex, cu menținerea salariilor și sporurilor de până la 10%.[26]
- Greva amenințată în 2018 care a fost evitată prin semnarea unui nou contract colectiv ce prevedea majorări salariale de 20%.[27]

## Statistici
Numărul mediu de salariați și de călători transportați sunt prezentate în graficul din partea dreaptă.
| An   | Numărul de călători ai Metrorex (mii) | Angajați |
| ---- | ------------------------------------- | -------- |
| 2005 | 130.196                               | 4.045    |
| 2006 | 141.808                               | 4.039    |
| 2007 | 164.781                               | 4.035    |
| 2008 | 182.129                               | 4.157    |
| 2009 | 170.888                               | 4.146    |
| 2010 | 174.670                               | 4.110    |
| 2011 | 170.525                               | 4.117    |
| 2012 | 172.555                               | 4.158    |
| 2013 | 169.779                               | 4.120    |
| 2014 | 173.209                               | 4.079    |
| 2015 | 174.830                               | 4.072    |
| 2016 | 179.120                               | 4.103    |
| 2017 | 178.850                               | 4.399    |
| 2018 | 179.703                               | 4.402    |
| 2019 | 179.170                               | 4.445    |
| 2020 | 90.518                                | 5.034    |
| 2021 | 91.560                                | 5.174    |
| 2022 | 130.304                               | 4.877    |
| 2023 | 142.783                               | 4.951    |
| 2024 | 154.400                               |          |